# Dymasius nimbatus
Dymasius nimbatus är en skalbaggsart som beskrevs av Holzschuh 1991. Dymasius nimbatus ingår i släktet Dymasius och familjen långhorningar. Inga underarter finns listade i Catalogue of Life.